# Inostemma staryi
Inostemma staryi är en stekelart som beskrevs av Lubomir Masner 1955. Inostemma staryi ingår i släktet Inostemma och familjen gallmyggesteklar. Arten är reproducerande i Sverige. Inga underarter finns listade i Catalogue of Life.